# マッシモ・ヴィターリ
マッシモ・ヴィターリ（Massimo Vitali, 1944年 - ）は、イタリア、コモ生まれの写真家。
写真はロンドンで学んだ。1970年代のフォトジャーナリストの仕事をスタートに、映画撮影技師を経て、現在は芸術写真家として活動している。
ヴィターリが取り上げるものは、ビーチに代表される日常の広々とした場所の眺望で、それを4mないし5mの高さの足場の上から撮影する。フィルムは、細かいところまで高解像度でくっきり捉えるため、大判フィルムを使用している。

## 出版物
- Beach and Disco (Steid] editions, 2000年)
- dormir/sleep (coromandel press, 2000年)
- Les plages du Var (Hotel des Arts editions, 2000年)
- Landscapes with figures (Steid] editions, 2003年)
- So Now Then (Ffotogallery editions, 2006年)
- Kerouac in Milan, 1966 (Five Ties Publishing, 2007年)
- Gabriele Basilico and Massimo Vitali: Disco to Disco (2008年)